# 牛場潤一
牛場 潤一（うしば じゅんいち、1978年〈昭和53年〉7月8日- ）は、日本の神経科学者。慶應義塾大学理工学部生命情報学科教授。学位は、博士（工学）（慶應義塾大学・2004年）。専門は、リハビリテーション神経科学。東京都出身。

## 経歴
- 1991年 慶應義塾幼稚舎卒業
- 1994年 慶應義塾普通部卒業
- 1997年 慶應義塾湘南藤沢高等部卒業
- 2001年 慶應義塾大学理工学部物理情報工学科卒業
- 2002年 慶應義塾大学大学院理工学研究科基礎理工学専攻修士課程修了
- 2003年 オルボー大学感覚運動統合センター客員研究員
- 2004年
  - 慶應義塾大学大学院理工学研究科基礎理工学専攻後期博士課程修了、博士（工学）の学位を取得
  - 慶應義塾大学理工学部助手
- 2007年 慶應義塾大学理工学部専任講師
- 2012年 慶應義塾大学理工学部准教授
- 2018年 研究成果活用企業 Connect株式会社 創業
- 2019年 Connect社 代表取締役 CEO 兼務
- 2022年 慶應義塾大学理工学部教授

## 家族・親族
- 妻：牛場直子 - 医師[4]
- 父：牛場暁夫 - フランス文学者、慶應義塾大学名誉教授
- 母：朝吹由紀子 - 翻訳家
- 祖父：牛場大蔵 - 医学者、慶應義塾大学名誉教授
- 大伯父：牛場友彦 - 官僚、実業家
- 大伯父：牛場信彦 - 外交官
- 高祖父：牛場卓蔵 - 官僚、ジャーナリスト
- 祖母：朝吹登水子 - フランス文学者
- 大伯父：朝吹英一 - 音楽家、経営者
- 大伯父：朝吹三吉 - フランス文学者、慶應義塾大学名誉教授
- 大伯父：朝吹四郎 - 建築家
- 従叔父：朝吹亮二 - フランス文学者、慶應義塾大学名誉教授
- 再従妹：朝吹真理子 - 小説家
- 曾祖父：朝吹常吉 - 実業家
- 曾祖母：朝吹磯子 - 歌人
- 高祖父：朝吹英二 - 実業家
- 高祖叔父：野依範治 - 会社役員
- 高祖父：長岡外史 - 陸軍軍人、政治家
- 高祖伯父：中上川彦次郎 - 官吏、実業家
- 族伯祖父：名取洋之助 - 写真家
- 五世祖母の弟：福澤諭吉 - 啓蒙思想家、教育者、慶應義塾創設者

## 参考
- 研究紹介 - 牛場潤一